# Campionato europeo maschile di pallavolo 1950
Il campionato europeo maschile di pallavolo 1950 si è svolto dal 14 al 22 ottobre 1950 a Sofia, in Bulgaria: al torneo hanno partecipato sei squadre nazionali europee e la vittoria finale è andata per la prima volta all'[[Nazionale maschile  di pallavolo dell'
Unione Sovietica|
Unione Sovietica]].

## Impianti
|                                                       |  |  |
|                                                       |  |  |
| Velodromo Città: Sofia Capienza: - Anno d'apertura: - |  |  |

## Regolamento

### Formula
Le squadre hanno disputato un'unica fase con formula del girone all'italiana.

### Criteri di classifica
Sono stati assegnati 2 punti alla squadra vincente e 1 a quella sconfitta.
L'ordine del posizionamento in classifica è stato definito in base a:
- Punti;
- Ratio dei set vinti/persi;
- Ratio dei punti realizzati/subiti;
- Risultati degli scontri diretti.

## Squadre partecipanti
| Squadra | Qualificazione      | Ultima partecipazione |
| --- | ------------------- | --------------------- |
| Bulgaria | Paese organizzatore | Debutto               |
| Cecoslovacchia | -                   | Italia 1948           |
| Polonia | -                   | Debutto               |
| Romania | -                   | Debutto               |
| Ungheria | -                   | Debutto               |
| [[File: Flag of the Soviet Union (1936 – 1955).svg\|class=noviewer\| Unione Sovietica (bandiera)\|border\|20x16px]] [[Nazionale maschile di pallavolo dell' Unione Sovietica\| Unione Sovietica]] | -                   | Debutto               |

## Torneo

### Risultati
| 14 ottobre 1950 Velodromo, Sofia Durata: ? - Spettatori: ? | [[Nazionale maschile di pallavolo dell' Unione Sovietica\| Unione Sovietica]] [[File: Flag of the Soviet Union (1936 – 1955).svg\|class=noviewer\| Unione Sovietica (bandiera)\|border\|20x16px]] | 3 - 0 | Romania        | 15-5, 15-6, 15-6                  |
| 15 ottobre 1950 Velodromo, Sofia Durata: ? - Spettatori: ? | Cecoslovacchia | 3 - 1 | Polonia        | 15-12, 15-9, 14-16, 15-7          |
| 15 ottobre 1950 Velodromo, Sofia Durata: ? - Spettatori: ? | Ungheria | 3 - 0 | Bulgaria       | 8-15, 10-15, 17-15, 16-14, 17-15  |
| 21 ottobre 1950 Velodromo, Sofia Durata: ? - Spettatori: ? | Cecoslovacchia | 3 - 2 | Bulgaria       | 12-15, 15-10, 15-11, 14-16, 15-10 |
| 17 ottobre 1950 Velodromo, Sofia Durata: ? - Spettatori: ? | Ungheria | 3 - 0 | Romania        | 15-10, 15-7, 15-2                 |
| 17 ottobre 1950 Velodromo, Sofia Durata: ? - Spettatori: ? | [[Nazionale maschile di pallavolo dell' Unione Sovietica\| Unione Sovietica]] [[File: Flag of the Soviet Union (1936 – 1955).svg\|class=noviewer\| Unione Sovietica (bandiera)\|border\|20x16px]] | 3 - 0 | Polonia        | 15-4, 15-5, 15-7                  |
| 18 ottobre 1950 Velodromo, Sofia Durata: ? - Spettatori: ? | [[Nazionale maschile di pallavolo dell' Unione Sovietica\| Unione Sovietica]] [[File: Flag of the Soviet Union (1936 – 1955).svg\|class=noviewer\| Unione Sovietica (bandiera)\|border\|20x16px]] | 3 - 0 | Ungheria       | 15-5, 15-3, 15-6                  |
| 19 ottobre 1950 Velodromo, Sofia Durata: ? - Spettatori: ? | Cecoslovacchia | 3 - 0 | Romania        | 15-12, 15-11, 15-9                |
| 19 ottobre 1950 Velodromo, Sofia Durata: ? - Spettatori: ? | Bulgaria | 3 - 0 | Polonia        | 15-7, 15-7, 16-14                 |
| 20 ottobre 1950 Velodromo, Sofia Durata: ? - Spettatori: ? | [[Nazionale maschile di pallavolo dell' Unione Sovietica\| Unione Sovietica]] [[File: Flag of the Soviet Union (1936 – 1955).svg\|class=noviewer\| Unione Sovietica (bandiera)\|border\|20x16px]] | 3 - 0 | Cecoslovacchia | 15-9, 15-7, 15-7                  |
| 20 ottobre 1950 Velodromo, Sofia Durata: ? - Spettatori: ? | Bulgaria | 3 - 1 | Romania        | 18-16, 15-12, 10-15, 17-15        |
| 21 ottobre 1950 Velodromo, Sofia Durata: ? - Spettatori: ? | Ungheria | 3 - 1 | Polonia        | 15-6, 15-17, 15-7, 15-8           |
| 22 ottobre 1950 Velodromo, Sofia Durata: ? - Spettatori: ? | Romania | 3 - 1 | Polonia        | 15-11, 14-16, 15-7, 15-6          |
| 22 ottobre 1950 Velodromo, Sofia Durata: ? - Spettatori: ? | Cecoslovacchia | 3 - 0 | Ungheria       | 15-12, 15-9, 15-4                 |
| 22 ottobre 1950 Velodromo, Sofia Durata: ? - Spettatori: ? | [[Nazionale maschile di pallavolo dell' Unione Sovietica\| Unione Sovietica]] [[File: Flag of the Soviet Union (1936 – 1955).svg\|class=noviewer\| Unione Sovietica (bandiera)\|border\|20x16px]] | 3 - 0 | Bulgaria       | 15-6, 15-8, 15-4                  |

### Classifica
| Pos. | Squadra | Pt | G | V | P | SV | SP | Ratio | PF  | PS  | Ratio |
| ---- | --- | -- | - | - | - | -- | -- | ----- | --- | --- | ----- |
| 1.   | [[File: Flag of the Soviet Union (1936 – 1955).svg\|class=noviewer\| Unione Sovietica (bandiera)\|border\|20x16px]] [[Nazionale maschile di pallavolo dell' Unione Sovietica\| Unione Sovietica]] | 10 | 5 | 5 | 0 | 15 | 0  | MAX   | 225 | 88  | 2,556 |
| 2.   | Cecoslovacchia | 9  | 5 | 4 | 1 | 12 | 6  | 2,000 | 243 | 199 | 1,221 |
| 3.   | Ungheria | 8  | 5 | 3 | 2 | 9  | 9  | 1,000 | 213 | 224 | 0,950 |
| 4.   | Bulgaria | 7  | 5 | 2 | 3 | 10 | 10 | 1,000 | 258 | 269 | 0,959 |
| 5.   | Romania | 6  | 5 | 1 | 4 | 4  | 13 | 0,307 | 177 | 237 | 0,746 |
| 6.   | Polonia | 5  | 5 | 0 | 5 | 3  | 15 | 0,200 | 168 | 267 | 0,629 |

## Podio

### Campione
Unione Sovietica|
 
Formazione: Konstantin Reva, Valentin Kitaev, Vladimir Ščagin, Aleksej Jakušev, Porfirij Voronin, Vladimir Ul'janov, Sergej Nefëdov, Michail Pimenov, Vladimir Gaylit, Viktor Maltsman, Anatoliy Sedov, Arkadiy Zhavoronkov, CT: Anatoliy Chinilin

## Classifica finale
| Pos | Squadra |
| --- | --- |
|     | [[File: Flag of the Soviet Union (1936 – 1955).svg\|class=noviewer\| Unione Sovietica (bandiera)\|border\|20x16px]] [[Nazionale maschile di pallavolo dell' Unione Sovietica\| Unione Sovietica]] |
|     | Cecoslovacchia |
|     | Ungheria |
| 4   | Bulgaria |
| 5   | Romania |
| 6   | Polonia |